# Blankets
Blankets. Pod śnieżną kołderką (ang. Blankets) – 600-stronicowa, czarno-biała powieść graficzna autorstwa amerykańskiego twórcy komiksowego Craiga Thompsona, opublikowana w Stanach Zjednoczonych w 2003 roku przez wydawnictwo Top Shelf Productions, a po polsku w 2006 roku przez wydawnictwo timof i cisi wspólnicy. Jest to autobiograficzna opowieść o dzieciństwie Thompsona w ewangelikalnej rodzinie, jego pierwszej miłości i wczesnym etapie dorosłości. Thompson powiedział, że Blankets narodził się z prostej idei: opisać uczucia, jakie towarzyszą młodemu człowiekowi, kiedy pierwszy raz śpi obok innej osoby.

## Streszczenie
Blankets to opowieść podzielona na dziewięć rozdziałów, opisujących kolejne etapy życia głównego bohatera, zawierających odniesienia do dzieciństwa Thompsona, spędzonego w rygorystycznej rodzinie, w której życie jego i jego młodszego brata Phila naznaczone było strachem przed boską karą i grzechem. Kolejne rozdziały pokazują, jak Craig wyzwalał się spod tego rygoru i zaczął stawiać pytania dotyczące religii i wiary. Pomogła mu w tym pierwsza miłość z Rainą, rówieśniczką, która przeżywa problemy w toksycznej rodzinie. Mimo że miłość ta nie przetrwała próby czasu, Craig nie był już taki sam jak wcześniej, wyprowadził się z rodzinnego domu i odszedł z Kościoła, wciąż jednak pozostając chrześcijaninem.

## Nagrody
Blankets zyskał duże uznanie krytyki i czytelników, stając się wydarzeniem na rynku powieści graficznych. Zdobył następujące nagrody:
- 2004 Harvey Awards w kategoriach: najlepszy twórca, najlepszy premierowy album, najlepszy rysownik;
- 2004 Eisner Awards w kategoriach: najlepszy album, najlepszy scenarzysta/artysta;
- 2005 Ignatz Awards w kategoriach: wybitny twórca, wybitna powieść graficzna;
- 2005 Prix de la critique.

## Wydania
Blankets ukazał się dotychczas po angielsku, francusku, włosku, niemiecku, hiszpańsku, niderlandzku, czesku i polsku.